# Akino
Akino Kawamitsu (川満 愛希信 Kawamitsu Akino), mais conhecida simplesmente como AKINO, é uma cantora japonesa nascida nos Estados Unidos.

## Carreira
A família morava em Utah, onde Akino nasceu, mas seu pai ficou com saudades do Japão e se mudou com a família para Okinawa. Com seus irmãos, ela faz parte do bless4, grupo que lançou seu primeiro álbum em 2003. Dois anos depois, ela fez sua estreia solo com os singles "Sousei no Aquarion" e "Go Tight", ambos temas do anime Sousei no Aquarion, compostos por Yoko Kanno.
AKINO continuou fazendo músicas para animes, como "A Chance to Shine", abertura de Oban Star-Racers; "Kimi no Shinwa - Aquarino Dai 2 Shou" e "Paradoxical ZOO", ambas temas de Aquarion Evol novamente compostos por Yoko Kanno.
Apesar da carreira solo, AKINO não deixou de trabalhar com o bless4, com quem lançou "Extra Magic Hour", tema de Amagi Brilliant Park; "Miiro", abertura de Kantai Collection; "Golden Life", abertura de Active Raid; e "Cross the Line", abertura de Izetta: The Last Witch.
Em 2009, ela venceu o prêmio JASRAC Silver Award.
Em 2021, AKINO lançou um álbum comemorativo chamado your ears, our years, e aproveitou a ocasião para lançar o videoclipe oficial da sua primeira música de anime, "Sousei no Aquarion", música bastante popular entre fãs de anisons. O vídeo foi feito com seus irmãos, com quem frequentemente se apresenta com o nome "AKINO with bless4".
Em 2022, ela foi escolhida para cantar "Scream", de Final Fantasy XIV.
Com seus irmãos, a cantora já se apresentou no Brasil no Ressaca Friends de 2022, e na Anime Friends de 2023, onde contou que é a responsável pelos figurinos do grupo. Eles voltaram ao evento na edição de 2025.
Em 2025, foi convidada para cantar "Sousei no Aquarion" no canal THE FIRST TAKE.